# 加須はなさき公園
加須はなさき公園（かぞはなさきこうえん）は、埼玉県加須市水深に位置する、埼玉県営の都市公園（広域公園）である。

## 概要
1992年（平成4年）7月にプールを中心とした公園として開設された。夏季の大型レジャープールの他に鯉の森・芝生広場・自然観察園などが所在し、四季を通して、その季節に応じた利用をすることができる公園である。この公園は利根地域（埼玉県北東部）の田園的風景に育まれた水とみどりを基調とし、青毛堀川の多目的遊水地事業（花崎多目的遊水地）との複合施設として計画された。
このため、先に整備された埼玉県道370号北中曽根北大桑線より東側の公園敷地では、青毛堀川がこの公園と直接接しないもののその北方を東へと流下し、現在整備中の埼玉県道370号北中曽根北大桑線より西側の公園敷地では敷地の北側に接して東へと流下している。また、加須はなさき公園の北方の埼玉県道370号北中曽根北大桑線・青毛堀川橋梁「二枚橋」の北東側のたもとに青毛堀川の記念碑が建立されている。
公園敷地の南側（プールより南側）では、針葉樹の並木の中を江川堀が東へと流下している。この周辺にはふれあいの森・自然観察園・溜め池・水田・野鳥観察小屋・野鳥の池などが所在している。
現在、公園敷地の南側の縁では埼玉県道153号幸手久喜加須線の建設が計画されており、用地買収がなされている。
加須はなさき公園と同敷地内に所在するプール施設は本来、はなさき水上公園（はなさきすいじょうこうえん）と称し、それぞれ別の施設ではあるが、同じ敷地内に所在するために混同され、加須はなさき水上公園（かぞはなさきすいじょうこうえん）と称されることがある。

## 施設・設備
| - 夏季プール - ロッカールーム - 管理棟 - 管理釣り場 - ボート乗り場 - パターゴルフ - バッテリーカー - 自転車・おもしろ自転車・水陸両用サイクル - 卓球場 - ふるさとの森 - 鯉の森 - 芝生広場 - せせらぎ（小川） - バーベキュー広場 | - 売店 - 鯉の池 - 江川堀 - ふれあいの森 - 自然観察園 - 溜め池 - 水田 - 野鳥観察小屋 - 野鳥の池 - 駐車場 - 駐輪場 - トイレ - 水道 |

## 交通アクセス
- 東北自動車道加須インターチェンジより国道125号を栗橋方面へ、北大桑交差点にて菖蒲方向へ3km。
- 埼玉県道3号さいたま栗橋線の久喜駅入口（南）交差点より埼玉県道151号久喜騎西線を騎西方面へ、大室交差点より埼玉県道370号北中曽根北大桑線を加須方向へ1.5km。
- 東武伊勢崎線花崎駅より徒歩にて約10分。
- 東武伊勢崎線花崎駅南口より加須市内循環バス・東循環南コースに乗車、はなさき水上公園前にて下車すぐ。（乗車約3分、運賃無料。日曜、年末年始は運休[3]。）

## 駐車場
- 駐車台数 1,200台
  - 駐車料金 - プール期間中：普通車800円・大型車1200円